# Julius Schaub
Julius Schaub (Monaco di Baviera, 20 agosto 1898 – Monaco di Baviera, 27 dicembre 1967) è stato un generale tedesco delle SS, capo del servizio degli aiutanti di Adolf Hitler.

## Biografia
Fu il capo degli assistenti militari di Adolf Hitler fra il 1940 e il 1945. Il grado raggiunto alla fine della carriera militare nelle SS, a partire dal 1944, fu di generale di corpo d'armata (Obergruppenführer). Alla fine della guerra, prima di abbandonare il Führerbunker il 22 aprile 1945, ricevette da Hitler l'ordine di bruciare tutte le sue proprietà nei suoi appartamenti di Monaco e Obersalzberg.